# 斯普林菲尔德 (路易斯安那州)
斯普林菲尔德（英語：Springfield），是美国路易斯安那州下属的一座城市。根据2010年美国人口普查，该市有人口487人。建置上，属于“town”。